# IC 4061-1
IC 4061-1 — галактика типу C (компактна галактика) у сузір'ї Гончі Пси.
Цей об'єкт міститься в оригінальній редакції індексного каталогу.